# Іліно
Іліно (пол. Ilino) — село в Польщі, у гміні Плонськ Плонського повіту Мазовецького воєводства.
Населення — 96 осіб (2011).
У 1975-1998 роках село належало до Цехановського воєводства.

## Демографія
Демографічна структура станом на 31 березня 2011 року:
|          | Загалом | Допрацездатний вік | Працездатний вік | Постпрацездатний вік |
| -------- | ------- | ------------------ | ---------------- | -------------------- |
| Чоловіки | 52      | 16                 | 29               | 7                    |
| Жінки    | 44      | 8                  | 20               | 16                   |
| Разом    | 96      | 24                 | 49               | 23                   |